# Hybrid Theory (EP)
Hybrid Theory è il primo EP del gruppo musicale statunitense Linkin Park, al tempo noti come Hybrid Theory, pubblicato il 1º maggio 1999 dalla Mix Media Entertainment.

## Descrizione
Si tratta di un'opera indipendente degli Hybrid Theory, nati nel 1999 dall'unione tra gli Xero e Chester Bennington, e poi divenuti Linkin Park nel 2000.
Ad eccezione dell'intermezzo strumentale Technique, eseguito unicamente da Joe Hahn, gli altri brani figurano al basso Kyle Christener, amico del gruppo (Phoenix tornò nei Tasty Snax nel 1998 per poi ritornare nei Linkin Park verso la fine del 2000). Nel disco è presente anche una traccia fantasma senza titolo, prodotta interamente da Mike Shinoda.

## Promozione
Il gruppo poté produrre l'EP grazie a un accordo con l'etichetta Zomba Label Group, dopo che il manager Jeff Blue li sentì suonare al Whisky a Go Go. Nonostante fosse stato pubblicato in sole mille copie, i Linkin Park decisero ugualmente di farlo conoscere attraverso chatroom e contatti con chi avesse provato interesse nelle loro prime registrazioni. Al fine di far conoscere l'EP a più persone possibili venne creato anche un apposito street team su Internet.
Il 21 novembre 2001 i Linkin Park pubblicarono una riedizione dell'EP come segno di ringraziamento per i fan iscritti al fan club Linkin Park Underground; le differenze rispetto all'originale risiedono in una maggiore luminosità della copertina, nell'assenza di una didascalia presente nel libretto e nella modifica dei crediti relativi alla produzione. Nel 2020 l'EP è stato reso disponibile per la prima volta in formato vinile all'interno dell'edizione box set di Hybrid Theory (20th Anniversary Edition).

## Tracce
1. Carousel – 3:00 (Mike Shinoda, Joe Hahn, Brad Delson, Chester Bennington, Rob Bourdon)
2. Technique (Short) – 0:40 (Mike Shinoda, Joe Hahn)
3. Step Up – 3:58 (Mike Shinoda, Joe Hahn, Brad Delson)
4. And One – 4:33 (Mike Shinoda, Joe Hahn, Brad Delson, Chester Bennington, Rob Bourdon)
5. High Voltage – 3:31 (Mike Shinoda, Joe Hahn, Brad Delson)
6. Part of Me – 12:43 (Mike Shinoda, Joe Hahn, Brad Delson, Chester Bennington, Rob Bourdon) – contiene una traccia fantasma senza titolo (Mike Shinoda)

## Formazione
Hanno partecipato alle registrazioni, secondo le note di copertina:
Gruppo
- Rob Bourdon – batteria
- Joseph Hahn – giradischi, programmazione
- Kyle Christener – basso
- Brad Delson – chitarra
- Chester Bennington – voce
- Mike Shinoda – voce, programmazione

Produzione
- Hybrid Theory – produzione
- Mike Shinoda – missaggio, grafica
- Mudrock – missaggio (tracce 1, 4 e 6)
- Pat Kraus – mastering
- Joseph Hahn – grafica

## Altri usi dei brani
- Carousel, And One e Part of Me furono registrati nuovamente ed inseriti nei successivi demo dei Linkin Park prodotti tra il 1999 e il 2000.
- And One e Part of Me vennero inseriti nella raccolta Songs from the Underground del 2008.
- Step Up fu inserito come b-side del CD singolo In the End commercializzato nel 2001. L'anno dopo, invece, venne campionato nel singolo It's Goin' Down, inciso dagli X-Ecutioners insieme a Shinoda e Hahn.
- Un rifacimento di High Voltage fu inserito come b-side del CD singolo di One Step Closer e nel 2002 nell'edizione giapponese di In the End.
- Durante il Projekt Revolution 2004 i Linkin Park erano soliti eseguire un medley tra It's Goin' Down, Step Up e Nobody's Listening (da Meteora). Una sua esecuzione è presente nell'EP Underground 4.0.
- Nei primi secondi della traccia IGYEIH (dall'album From Zero) è presente un frammento di Step Up.